# Tolniki Wielkie (przystanek kolejowy)
Tolniki Wielkie – zamknięty przystanek osobowy w Tolnikach Wielkich na linii kolejowej nr 224, w gminie Kiwity, w województwie warmińsko-mazurskim, w Polsce. 